# Ambassade van IJsland in Polen
De ambassade van IJsland in Polen is gevestigd in het stadsdeel Śródmieście van Warschau. De ambassade opende in 2022 en vertegenwoordigt IJsland ook in Oekraïne, Roemenië en Bulgarije.

## Geschiedenis
De bilaterale betrekkingen tussen IJsland en Polen werden op 14 januari 1946 geformaliseerd, waarna op 5 februari 1946 de eerste IJslandse ambassadeur voor Polen werd benoemd. Dit was Pétur Benediktsson, die op dat moment de ambassadeur in de Sovjet-Unie was en geaccrediteerd werd naar een aantal andere Oost-Europese landen, waaronder Polen. Vanaf 1951 werden de ambassadeurs in Oslo en Berlijn geaccrediteerd voor de IJslandse vertegenwoordiging voor Polen. Op 1 december 2022 werd de ambassade in Warschau geopend met een residerend ambassadeur.

## Missie
De missie in Warschau vertegenwoordigt IJsland in Polen, Oekraïne, Roemenië en Bulgarije, waarbij de ambassadeur in deze landen is geaccrediteerd. Er zijn in het dekkingsgebied honorair consuls benoemd in Krakau, Kiev, Sofia en Boekarest.

## Ambassadeurs
De volgende diplomaten waren ambassadeur voor IJsland naar Polen. Tot 2022 waren dit 'niet-residerende' ambassadeurs met een standplaats buiten Polen.
| #                                                             | Naam                                 | Aanstelling                          | Einde missie                         | Bron                                 |
| Zaakgelastigde ambassadeur in Moskou                          | Zaakgelastigde ambassadeur in Moskou | Zaakgelastigde ambassadeur in Moskou | Zaakgelastigde ambassadeur in Moskou | Zaakgelastigde ambassadeur in Moskou |
| ------------------------------------------------------------- | ------------------------------------ | ------------------------------------ | ------------------------------------ | ------------------------------------ |
| 1                                                             | Pétur Benediktsson                   | 5 februari 1946                      | 9 oktober 1951                       |                                      |
| Zaakgelastigde ambassadeur in Oslo                            |                                      |                                      |                                      |                                      |
| 2                                                             | Bjarni Ásgeirsson                    | 9 oktober 1951                       | 15 juni 1956                         |                                      |
| 3                                                             | Haraldur Guðmundsson                 | 29 augustus 1957                     | 1 juli 1963                          |                                      |
| 4                                                             | Hans G. Andersen                     | 1 juli 1963                          | 31 augustus 1969                     |                                      |
| 5                                                             | Agnar Klemens Jónsson                | 1 februari 1970                      | 17 juli 1976                         |                                      |
| 6                                                             | Árni Tryggvason                      | 17 juli 1976                         | 4 oktober 1979                       |                                      |
| 7                                                             | Páll Ásgeir Tryggvason               | 4 oktober 1979                       | 25 september 1985                    |                                      |
| 8                                                             | Niels P. Sigurðsson                  | 25 september 1985                    | 14 maart 1990                        |                                      |
| 9                                                             | Haraldur Kröyer                      | 14 maart 1990                        | 18 april 1991                        |                                      |
| 10                                                            | Einar Benediktsson                   | 18 april 1991                        | 16 maart 1994                        |                                      |
| 11                                                            | Eiður Svanberg Guðnason              | 16 maart 1994                        | 14 augustus 1998                     |                                      |
| 12                                                            | Kristinn F. Árnason                  | 8 maart 1999                         | 10 juli 2002                         |                                      |
| Zaakgelastigde ambassadeur in Berlijn                         |                                      |                                      |                                      |                                      |
| 13                                                            | Jón Egill Egilsson                   | 10 juli 2002                         | 19 april 2005                        |                                      |
| 14                                                            | Ólafur Davíðsson                     | 19 april 2005                        | 20 januari 2011                      |                                      |
| 15                                                            | Gunnar Snorri Gunnarsson             | 20 januari 2011                      | 1 augustus 2016                      | [ 6 ] [ 7 ]                          |
| 16                                                            | Martin Eyjólfsson                    | 6 oktober 2016                       | 1 augustus 2019                      | [ 8 ] [ 9 ] [ 10 ]                   |
| 17                                                            | María Erla Marelsdóttir              | 26 februari 2020                     | 30 november 2022                     | [ 11 ]                               |
| Ambassadeur in Warschau                                       |                                      |                                      |                                      |                                      |
| 18                                                            | Hannes Heimisson                     | 1 december 2022                      | 1 augustus 2024                      | [ 13 ]                               |
| 18                                                            | Friðrik Jónsson                      | 1 augustus 2024                      |                                      | [ 15 ]                               |
| Bron tot en met maart 2016. Lijst bijgewerkt in januari 2025. |                                      |                                      |                                      |                                      |